# The Music That Died Alone
| Recensione | Giudizio |
| ---------- | -------- |
| AllMusic   |          |
| Ondarock   |          |

The Music That Died Alone è l'album di esordio del gruppo neoprogressive The Tangent.

## Tracce
1. "In Darkest Dreams" – 20:06
  1. "Prelude - Time for You" – 2:26
  2. "Night Terrors" – 3:26
  3. "The Midnight Watershed" – 3:03
  4. "In Dark Dreams" – 4:01
  5. "The Half-Light Watershed" – 1:16
  6. "On Returning" – 0:47
  7. "A Sax in the Dark" – 1:13
  8. "Night Terrors Reprise" – 3:37
2. "The Canterbury Sequence" – 8:06
  1. "Cantermemorabilia" – 3:19
  2. "Chaos at the Greasy Spoon" – 3:01
  3. "Captain Manning's Mandolin" – 1:39
3. "Up Hill from Here" – 7:08
4. "The Music That Died Alone" – 12:45
  1. "A Serenade" – 1:36
  2. "Playing On..." – 4:45
  3. "Pre-history" – 2:36
  4. "Reprise" – 3:43

## Formazione
- Andy Tillison – tastiere, voce
- Roine Stolt – chitarre, voce
- David Jackson – sax, flauto
- Jonas Reingold – basso
- Zoltan Csörsz – batteria
- Sam Baine – pianoforte e sintetizzatore
- Guy Manning – chitarra acustica, voce, mandolino e tastiere